# 弗朗切斯科·加尔加诺
弗朗切斯科·加尔加诺（義大利語：Francesco Gargano，1899年5月5日—1975年10月29日），生于格拉姆米凯莱，意大利前男子击剑运动员。他曾在1920年夏季奥运会中获得男子佩剑团体金牌。